# Parc Nacional de Gauja
El Parc Nacional de Gauja (en letó, Gaujas nacionālais parks) és el parc nacional més gran de Letònia, amb una superfície de 917,45 quilòmetres quadrats, està localitzat a Vidzeme i va des del nord-est de Sigulda al sud-oest de Cēsis al llarg de la vall del riu Gauja, del qual el parc pren el seu nom. Es va establir el 14 de setembre de 1973 i, per tant, també és el parc nacional més antic a Letònia. L'administració del parc té la seu a Sigulda.
El parc és particularment conegut pels penya-segats de gres del Devonià, en alguns llocs de fins a 90 metres, al llarg de les vores del riu Gauja.